# Darbhanga
Darbhanga là một thành phố và là nơi đặt hội đồng thành phố (municipal corporation) của quận Darbhanga thuộc bang Bihar, Ấn Độ.

## Địa lý
Darbhanga có vị trí 26°10′B 85°54′Đ / 26,17°B 85,9°Đ Nó có độ cao trung bình là 39 mét (127 feet).

## Nhân khẩu
Theo điều tra dân số năm 2001 của Ấn Độ, Darbhanga có dân số 266.834 người. Phái nam chiếm 53% tổng số dân và phái nữ chiếm 47%. Darbhanga có tỷ lệ 64% biết đọc biết viết, cao hơn tỷ lệ trung bình toàn quốc là 59,5%: tỷ lệ cho phái nam là 72%, và tỷ lệ cho phái nữ là 56%. Tại Darbhanga, 15% dân số nhỏ hơn 6 tuổi.